# 松井一義
松井 一義（まつい かずよし、1967年12月24日 - ）は、麻将連合に所属するプロ雀士。大阪府出身。

## 人物
1999年度ツアー審査合格。第5回BIG1カップ、第6回BIG1カップを連覇し2003年10月に認定プロに昇格。健康麻雀の講師を務める傍らツアー選手の輩出にも尽力している。

## 雀風
一見攻撃型と見られがちだが、実は対応型。押し引きを最も重視する打ち手である。

## エピソード
タイトル戦の決勝戦などはタイガー・ウッズに倣って赤っぽいシャツを着用することが多い。

## 獲得タイトル
- 第5回BIG1カップ
- 第6回BIG1カップ
- 第15回BIG1カップ
- 第16回BIG1カップ
- 第12回μM-1カップ

麻将連合ホームページを参照